# Pomník svaté Barbory
Pomník svaté Barbory, polsky Pomnik święte Barbary, se nachází poblíže kostela svatého Cyrila a Metoděje (Kościół pw. Świętych Cyryla i Metodego) v Knurowě v okrese Gliwice ve Slezském vojvodství v Horním Slezsku v jižním Polsku. 

## Další informace
Pomník svaté Barbory je vysoký netradiční pomník věnovaný patronce horníků a města Knurowa - svaté Barboře. Pomník byl postaven a slavnostně odhalen v roce 2020. Centrem pomníku je plastika sv. Barbory, jejímž autorem je Krzysztof Nitsch a která má hmotnost cca 5 tun a výšku přes 8 m. Plastika je vytvořena z bronzu a oceli. Ve spodní části plastiky jsou umístěna autentická lanová kola z těžní věže dolu Knurów. V horní části je tmavá plastika světice zobrazené jako mladé ženy s mečem a kalichem s hostií a korunou se slezským erbem. Plastika je zčásti pozlacená a je umístěna v dutině, tj. v prostoru symbolicky odkazujícím na důl a hornické tradice města. Prostor kolem pomníku je vydlážděn a obložen kovovými deskami s nápisy.

## Galerie

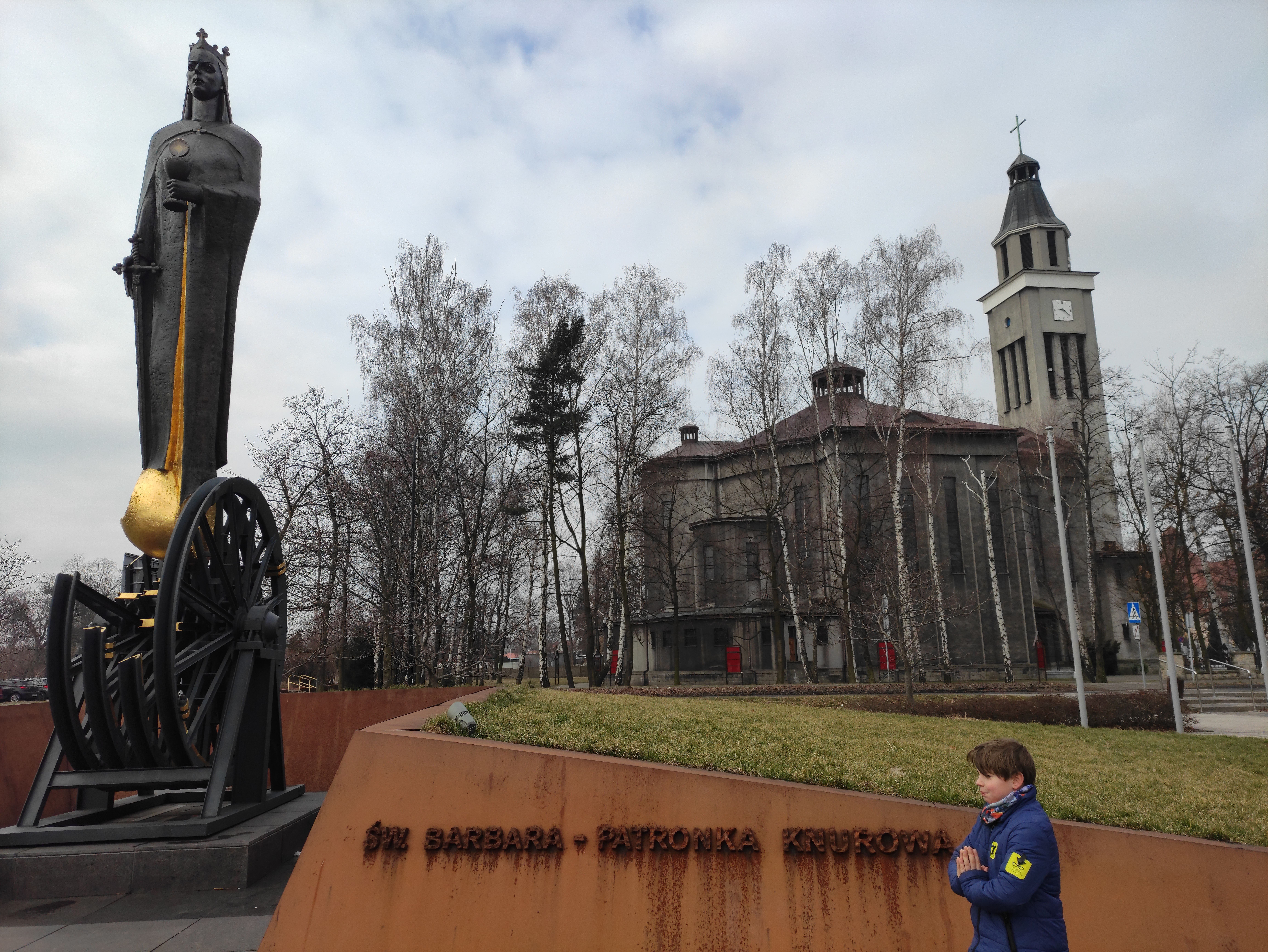
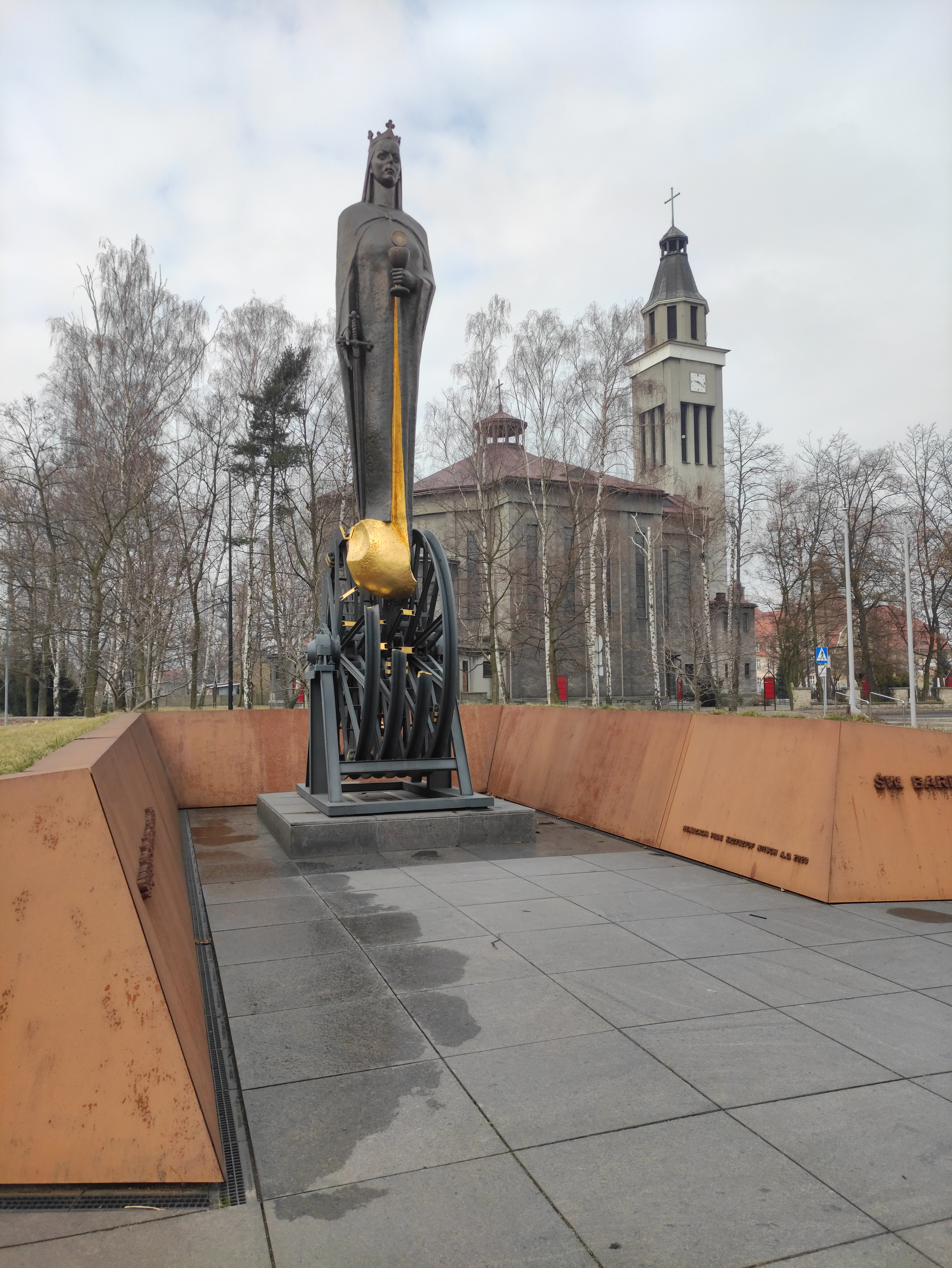
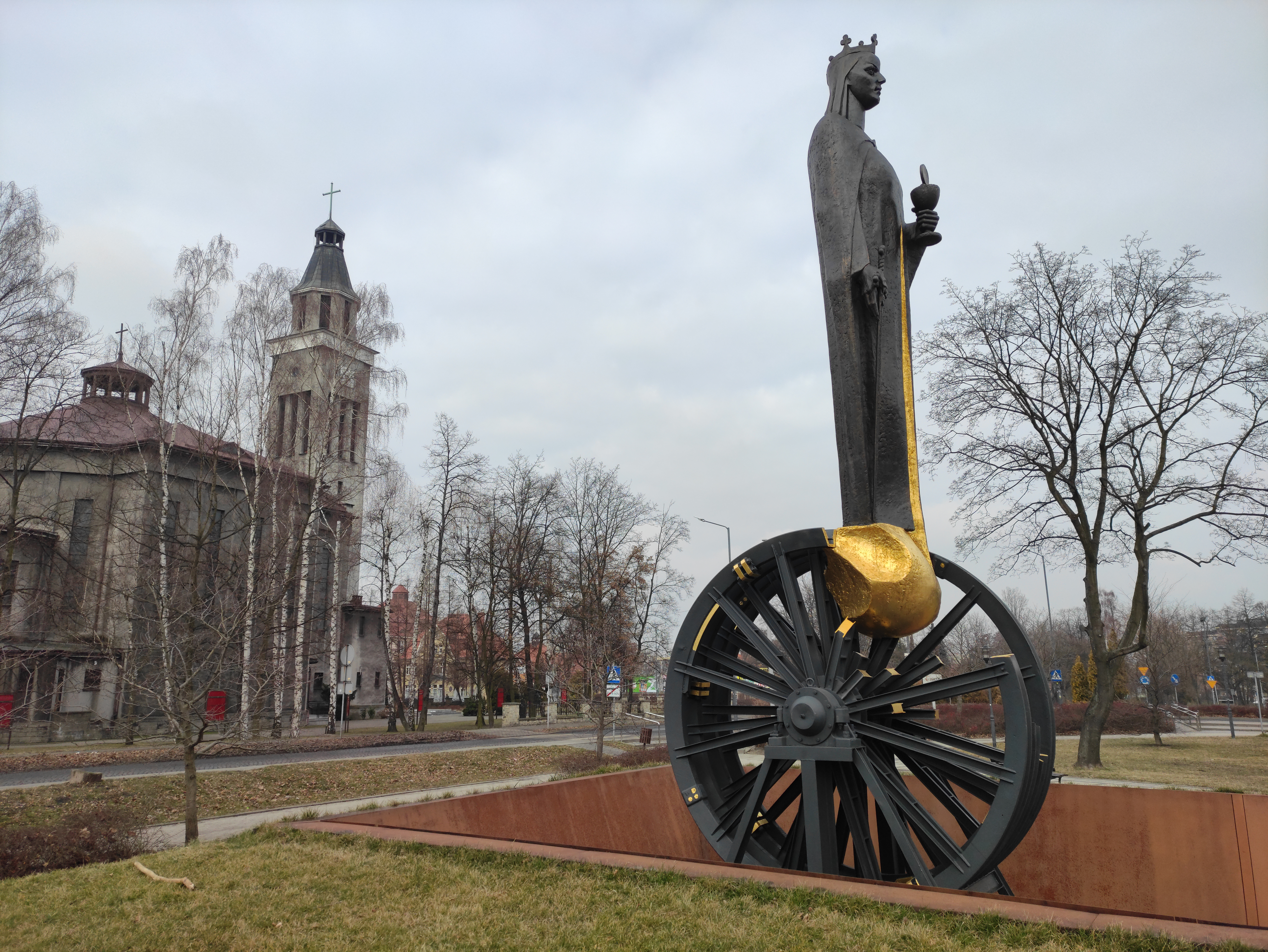
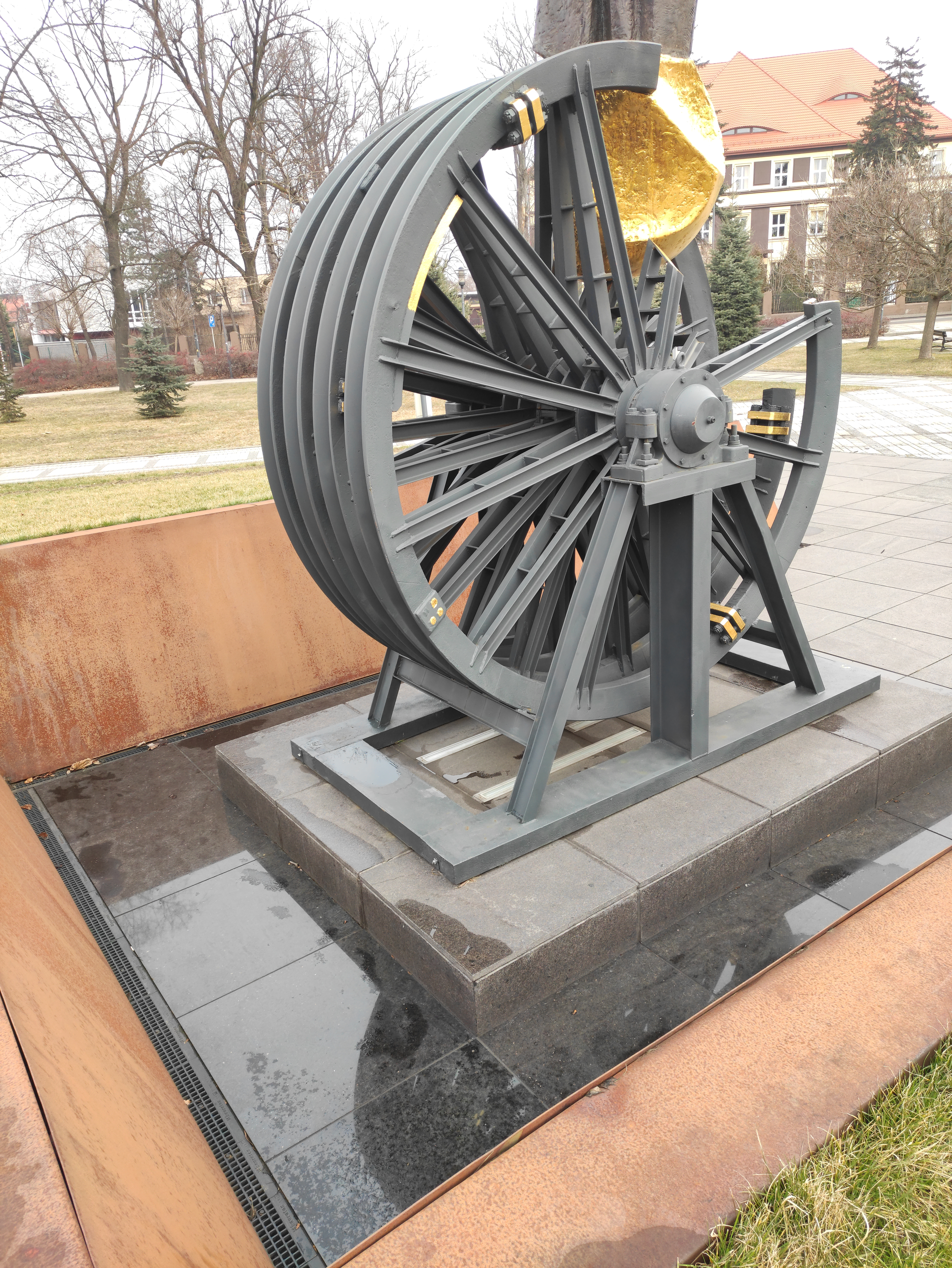
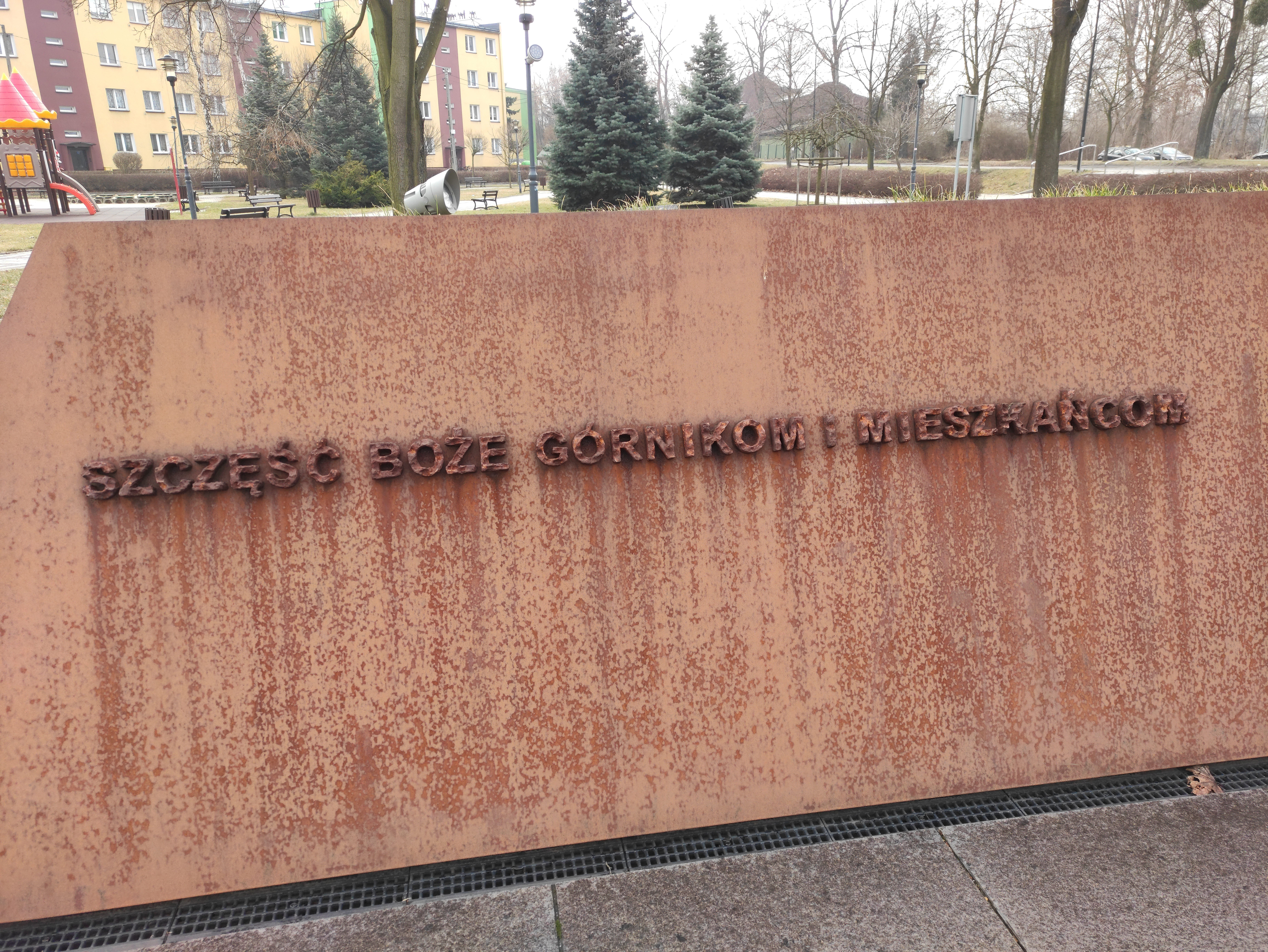
Nápis na díle